# 秀市镇
秀市镇，是中华人民共和国江西省宜春市丰城市下辖的一个乡镇级行政单位。

## 行政区划
秀市镇下辖以下地区：
秀市社区、湾里村、尚书村、新田村、新街村、红洲村、汪家村、前山村、路下村、畲里村、秀市村、蒋家村、龙山村、雷坊村、荣港村、中湾村、田心村、姜坪村、座山村、堑坪村、涂坊村、源里村、黄塘村、鹿岗村、洲上村、长溪村和园坊未批村。